# قبر الجندي الروماني

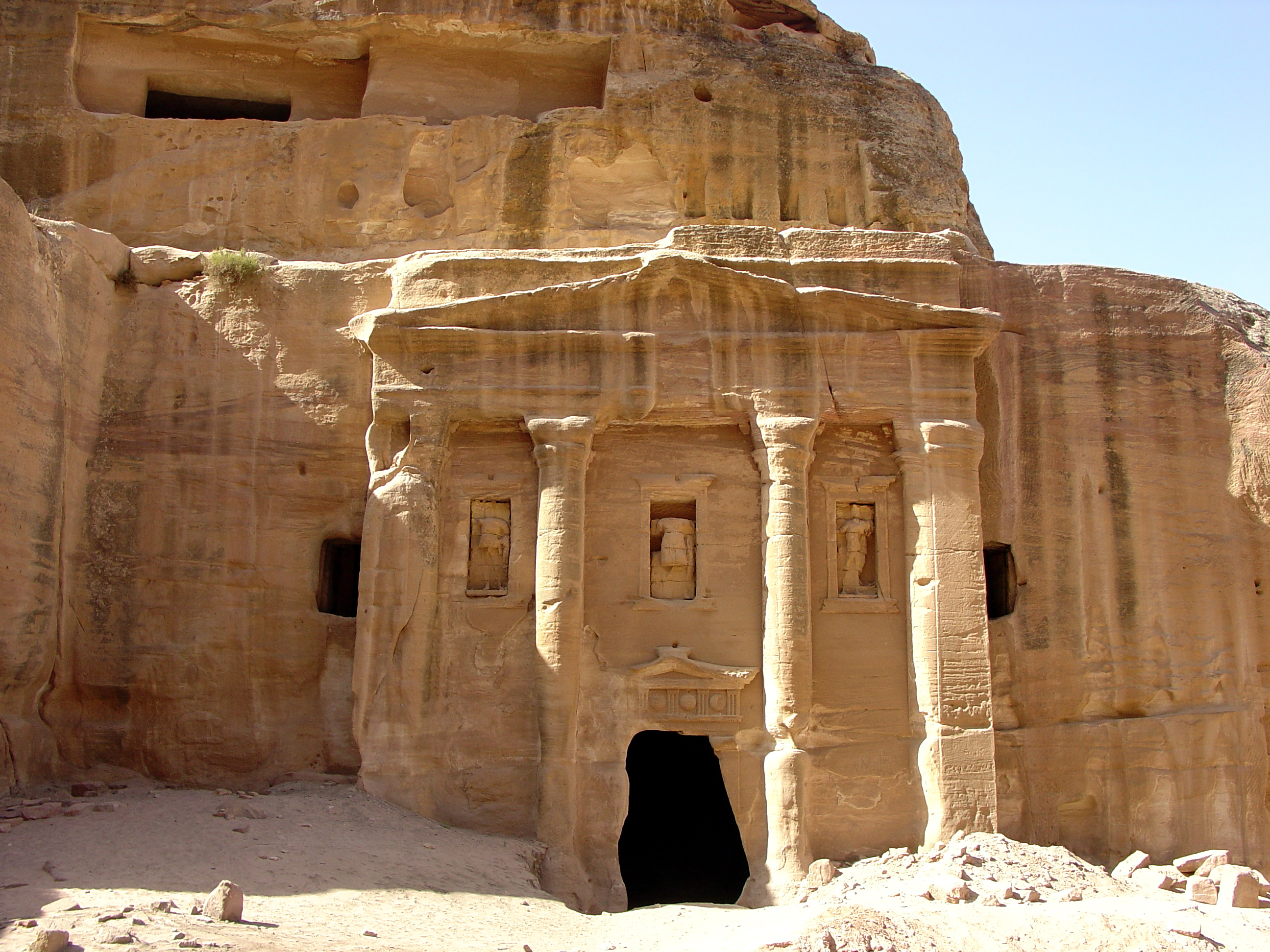
الواجهة الرئيسية لقبر الجندي الروماني

يعتبر قبر الجندي والذي يسمى أيضًا قبر الجندي الروماني، واحدا من أفضل المقابر المحفوظة في مدينة البتراء القديمة. على الرغم من أن واجهته هي أكثر ميزاته تمييزًا - مع وجود ثلاثة أشكال منحوتة داخل الأعمدة - يتكون مجمع المقابر من عدة عناصر معمارية مختلفة بدرجات متفاوتة من الحفظ. بالإضافة إلى واجهة المقبرة، يوجد فناء مرتبط وبقايا العديد من المباني المكونة من طابقين، والغرف الصخرية، والتريكلين (أو غرفة الطعام الرسمية)، وعدة صهاريج كبيرة. حدثت مرحلة البناء الرئيسية لمجمع المقابر خلال الربع الثالث من القرن الأول الميلادي.

## الموقع
يقع قبر الجندي على المشارف الجنوبية الشرقية لوسط مدينة البتراء في وادي فارسه. يؤدي موقعها الجغرافي - بين وادي فرسا الشرق والطريق المؤدي إلى مكان مرتفع للتضحية - إلى علماء الآثار للتكهن بأنه ربما يكون بمثابة علامة أو بوابة إقليمية بين الفراغين.

## التصميم

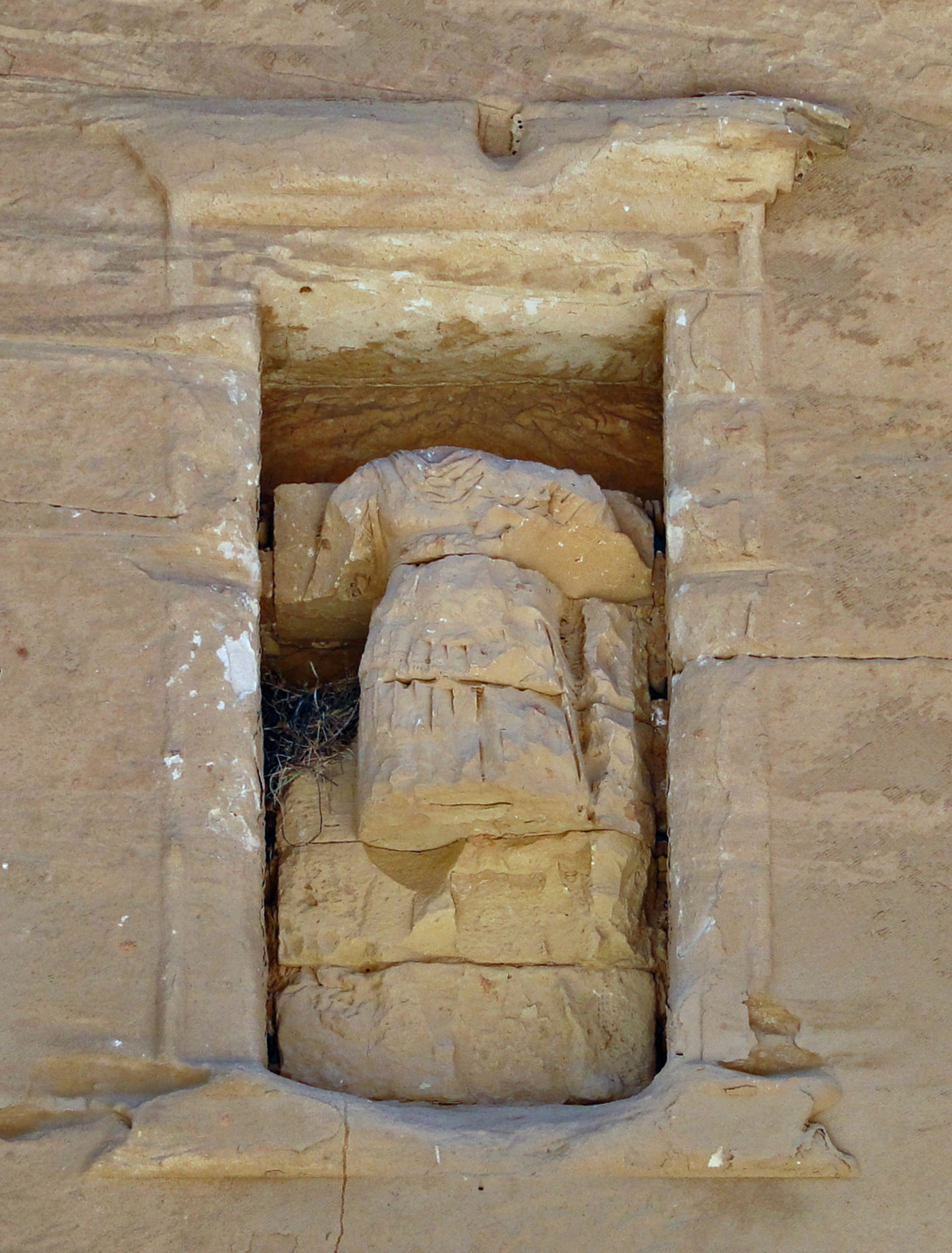
مركز الشكل المنحوت في الواجهة الرئيسية

للواجهة الرئيسية لقبر الجندي أربعة أعمدة تعلوها عواصم الأنباط.فوق هذه الأعمدة إفريز ووجبة. بين الأعمدة الأربعة هناك ثلاثة منافذ يحتوي كل منها على شكل حجر داخلي من الذكور مكون من ست كتل من الحجر الجيري.يرتدي الشكل الداخلي أقحم البشاكير الرومانية على الطراز العسكري.

هناك مدخل واحد للقبر يقع في وسط الواجهة. يبدو أن المدخل كان به عمودان منحوتان صغيران يؤطران مدخله، على الرغم من أن العمود الأيسر (من وجهة نظر أحد الواجهات) قد تآكل. يوجد فوق هذا المدخل حنطي دوري مع نمط من ثلاثي الغليوف والميتوب. مباشرة فوق هذا هو التمثال بسيط.

في الجزء الأمامي من المقبرة توجد البقايا المعمارية لساحة فناء محاطة برواق من أعمدة ومبنى من طابقين على الجانب الأيمن من واجهة القبر. هناك أيضًا بقايا العديد من الخزانات الكبيرة التي تزود المجمع بالمياه.

داخل قبر الجندي هناك فضاءان متميزان. الأول هو مساحة بها عدة منافذ منحوتة في الجدار، على الأرجح لأغراض الدفن. إلى اليسار هناك مدخل يؤدي إلى الفضاء الثاني غرفة انتظار مع جدران عارية.
عبر الواجهة الرئيسية يوجد مباشرة triclinium. هذه المساحة محفورة بشكل أكبر بكثير من هيكل القبر نفسه. على طول جدران التريكلين توجد أعمدة متناوبة وخلايا ضحلة، وفي وسط الغرفة توجد بقايا مقعد ثلاثي على شكل حرف U والذي كان يستخدم في المجتمع الروماني للجلوس أو الاستلقاء.

## الحفظ والترميم
تم الحفاظ على قبر الجندي جيدًا نسبيًا بالمقارنة مع المقابر الأثرية الأخرى في البتراء. هذا المستوى من المحافظة سمح لعلماء الآثار بجمع معلومات مهمة للمقارنة بين القبر المتنوع والهيكل المركب حول مدينة البتراء. تعد هذه المقارنات ذات قيمة لأنها توفر بدورها مزيدًا من المعلومات التي يمكن استخدامها لتطوير النظريات حول كيفية استخدام هذه المساحات والنظر فيها من قبل السكان الذين قاموا بإنشائها.